# Ali Baba et les Quarante Voleurs (film, 1980)
Pour les articles homonymes, voir Ali Baba.
Pour plus de détails, voir Fiche technique et Distribution.
Ali Baba et les Quarante Voleurs (en hindi : अलीबाबा और चलीस चोर, en russe : Приключения Али-Бабы и сорока разбойников) est une comédie mélodramatique musicale indo-soviétique réalisée par Umesh Mehra et Latif Faiziyev sorti en 1980. Le scénario, écrit par Shanti Prakash Bakshi et Boris Saakov, est basé sur l'histoire d'Ali Baba. Le film met en vedette Dharmendra, Hema Malini et Zeenat Aman.

## Fiche technique
Sauf indication contraire, les informations mentionnées dans cette section peuvent être confirmées par la base de données cinématographiques IMDb,  présente dans la section « Liens externes ».
- Titre français : Ali Baba et les Quarante Voleurs
- Titre original hindi : अलीबाबा और चलीस चोर, Alibaba Aur 40 Chor
- Titre russe : Приключения Али-Бабы и сорока разбойников, Priklucheniya Ali-Baby i soroka razboynikov
- Réalisateurs : Umesh Mehra et Latif Faiziyev
- Scénario : Shanti Prakash Bakshi et Boris Saakov d'après Ali Baba et les Quarante Voleurs
- Sociétés de production : Eagle Films, Uzbekfilm
- Pays de production :  Union soviétique,  Inde
- Langue de tournage : hindi, russe
- Format : Couleurs - Son mono - 35 mm
- Durée : 153 minutes
- Genre : Comédie
- Dates de sortie :
  - Inde : 29 mai 1980
  - URSS : 30 mai 1980
  - Allemagne de l'Est : 7 août 1981
  - France : 30 décembre 1981

## Distribution
- Dharmendra : Ali-Baba
- Hema Malini : Marjina
- Zeenat Aman : Fatima
- Prem Chopra : Shamsher, raja imposteur
- Zakir Moukhamedjanov : Yussuf, père d'Ali-Baba
- Sofiko Tchiaoureli : Samira, la mère d'Ali-Baba
- Madan Puri : le père de Fatima
- Yakub Akhmedov : Cassim, frère d'Ali-Baba
- Rolan Bykov : le vizir / le chef des voleurs
- Khodzha Durdy Narliyev
- Frounzik Mkrtchian : Mustafa
- Khamza Umarov : Ahmed
- Dzhavlon Khamrayev : Mohammed
- Yelena Sanayeva : le fantôme de la grotte
- Sanat Divanov : ami d'Ali-Baba
- Raj Anand : docteur
- Pinchoo Kapoor : Alampana Shah Farvez
- Mac Mohan : Mahmud